# 曲江宴
曲江宴（?—?），山東省登州府黃縣人，清朝政治人物、同進士出身。
光緒二十一年（1895年），参加光緒乙未科殿試，登進士三甲9名。同年五月，以主事分部学习。历官吏部主事，员外郎，外放浙江督粮道。 